# Adelaide Neri
Antonia Adelaide da Rocha Neri (Tarauacá, 16 de dezembro de 1940 - 24 de Maio de 2018) foi uma professora e política brasileira que foi deputada federal pelo Acre.

## Dados biográficos
Filha de Vicente Crescencio da Rocha e Rosa Machado da Rocha. Professora formada em 1984 pela Universidade Federal do Acre ingressou no MDB em 1965 e trabalhou no magistério até assumir a direção do Departamento de Ensino Supletivo da Secretaria de Educação e Cultura do Acre em 1983 no governo Nabor Júnior sendo mantida no cargo por Iolanda Fleming e Flaviano Melo até renunciar em 1990 a tempo de se eleger deputada federal pelo PMDB e nessa condição votou a favor do impeachment de Fernando Collor em 1992. Candidata a reeleição em 1994 ficou na terceira suplência chegando a ser convocada para o exercício do mandato durante a passagem de Chicão Brígido pela Secretaria Especial de Representação Política e Cidadania de Rio Branco na administração do prefeito Mauri Sérgio.